# Pierre-Georges de Scey-Montbéliard
Pierre-Georges, comte de Scey-Montbéliard, né le 4 mai 1771 à Besançon et mort le 27 août 1847 à Rio de Janeiro, est un militaire et homme politique français.

## Biographie
Le comte Pierre-Georges de Scey-Montbéliard appartient à l'une des plus anciennes, des mieux alliées et des plus riches familles de la noblesse comtoise d'épée à la fin XVIIIe siècle. Il est le fils de Antoine-Alexandre, comte de Scey-Montbéliard, lieutenant-général des armées du roi, grand bailli d'épée de Dole, et de Marie-Thérèse Victoire de Grammont-Villersexel.  Il épouse en 1794 en émigration Catherine-Gabrielle de Reinach-Heidwiller, cousine du prince de Schwarzenberg, généralissime des armées autrichiennes.
Il devient grand bailli d'épée de Dole, aide de camp du maréchal de Broglie, officier supérieur dans les gendarmes de la maison du roi et chevalier de l'ordre de Saint-Louis. Il émigre en 1791 et fait campagne à l'Armée des princes.
Rentré en France sous l'empire, il accepte les fonctions de conseiller général de la Haute-Saône, de maire de Buthiers et de président de canton. 
Après Leipzig, en 1813, il noue des intrigues avec Louis XVIII, est arrêté le 23 décembre, et s'enfuit pendant qu'on le conduisait à Besançon. 
La première Restauration le nomme préfet du Doubs le 28 avril 1814 ; révoqué aux Cent-jours, il passe la frontière le 25 mars, et, au retour de Gand, sollicite la préfecture du Bas-Rhin : « D'ailleurs, il m'est indifférent, écrit-il dans sa requête, à quelle préfecture je sois nommé ; mais ce qui ne me le sera jamais, c'est d'être un seul instant sans servir le Roi. » 
Il n'est replacé à la préfecture de Besançon qu'en janvier 1816 ; il était alors député du Doubs, ayant été élu, le 22 août 1815 au grand collège de ce département ; il siège dans la majorité de la Chambre introuvable, est réélu, après la dissolution, le 4 octobre 1816, et prend place au côté droit.
À la tête d'une importante fortune, il fait pourtant banqueroute en 1818, en grande partie pour avoir soutenu son beau-frère Édouard Mouret de Montrond dans des tentatives pour éviter sa ruine à la suite de spéculations financières. Pour échapper à ses créanciers, il s'installe au Brésil où il développe à Tijuca (Rio de Janeiro) une exploitation de café et participe à la création d'écoles d'enseignement mutuel.
Il meurt au Brésil en 1847.

## Sources
- « Pierre-Georges de Scey-Montbéliard », dans Adolphe Robert et Gaston Cougny, Dictionnaire des parlementaires français, Edgar Bourloton, 1889-1891 [détail de l’édition]

- Ressources relatives à la vie publique :   - Dossiers individuels de préfets
  - Base Sycomore
- Notices d'autorité :   - VIAF
  - ISNI
  - BnF (données)